# یواس‌اس سنکا (۱۸۶۱)
یواس‌اس سنکا (۱۸۶۱) (به انگلیسی: USS Seneca (1861)) یک کشتی بود که طول آن ۱۵۸ فوت (۴۸ متر) بود. این کشتی در سال ۱۸۶۱ ساخته شد.